# Construction parasismique

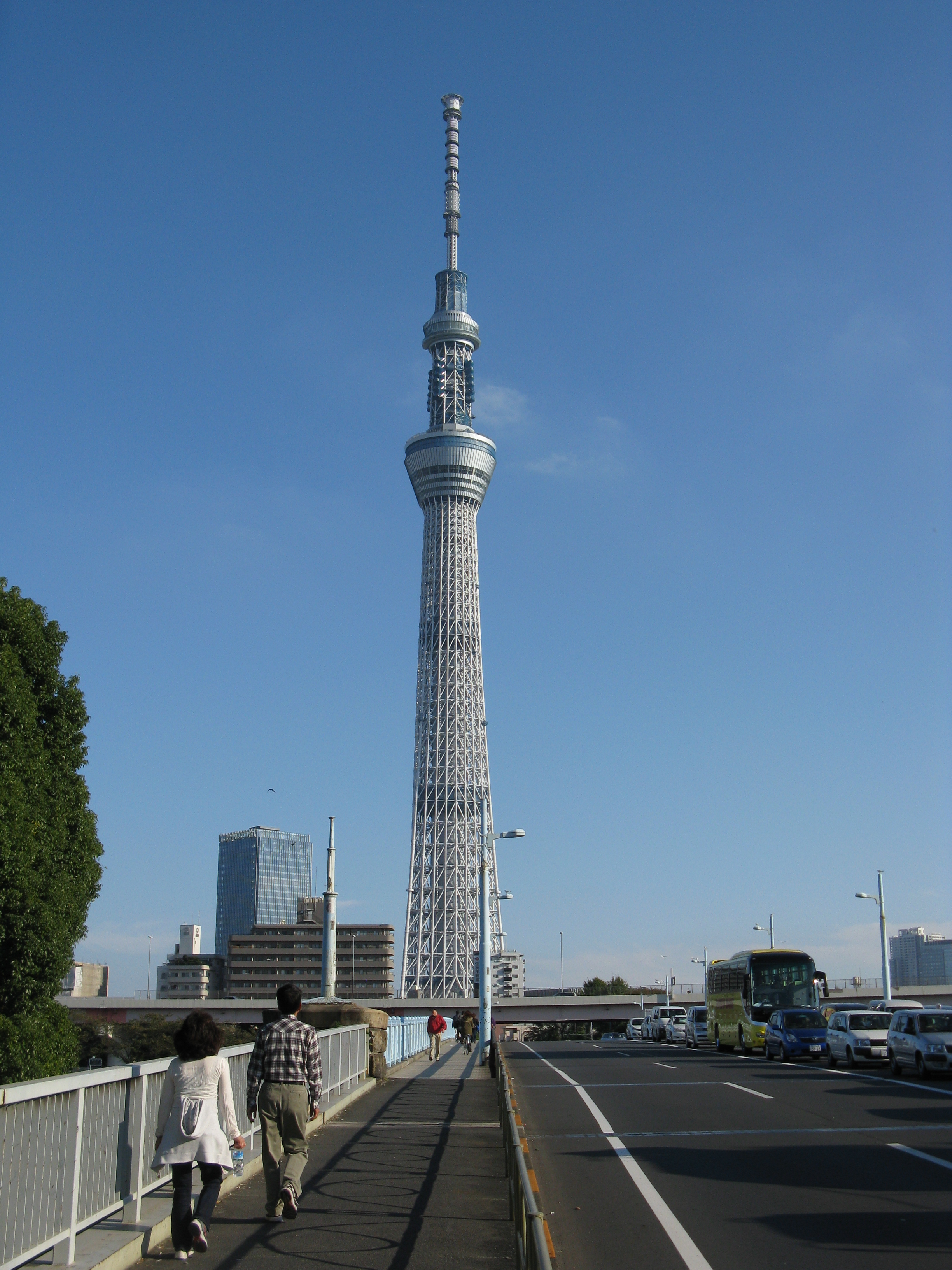
La Tokyo Skytree, la deuxième plus grande tour au monde (derrière le Burj Khalifa) qui, du haut de ses 634 mètres, a parfaitement résisté au séisme de 2011 de magnitude 9, démontrant l'efficacité des constructions parasismiques japonaises.

La construction parasismique (ou antisismique) est la réalisation de bâtiments et infrastructures résistant aux séismes. Elle implique l'étude du comportement des bâtiments et structures sujets à un chargement dynamique de type sismique.
Les objectifs principaux de la construction parasismique sont :
- comprendre l'interaction entre les bâtiments ou autres infrastructures de génie civil et le sol ;
- prévoir les conséquences potentielles des tremblements de terre ;
- concevoir et construire des structures résistant aux tremblements de terre, conformément aux normes de construction locales.

## Histoire
Des modes de construction parasismique, plus ou moins intuitifs ou issus des leçons tirées des tremblements de terre du passé existent depuis au moins 2000 ans. Ils ont permis à de nombreux temples, églises, mosquées, pagodes et châteaux de résister à des tremblements de terre parfois importants. C'est par exemple le cas des cités incas, dont en particulier Machu Picchu, dont les appareillages de pierre sont de remarquables exemples d'architecture parasismique. De même de l'autre côté du monde, le Palais Impérial de Tokyo et ses proches murailles qui l'entourent, composées de blocs massifs de pierre, a mieux résisté à de fortes secousses que bien des bâtiments modernes, grâce à des techniques assez proches de celles utilisées par les Incas.
La première réglementation parasismique européenne est née à Naples grâce à la volonté des Bourbons après le terrible séisme arrivé en 1783 dans la Calabre du sud. Les bâtiments construits à Lisbonne après le tremblement de terre de 1755, sous l'autorité du marquis de Pombal, sont parmi les premiers exemples de constructions antisismiques en Europe.

## Normes de construction parasismique

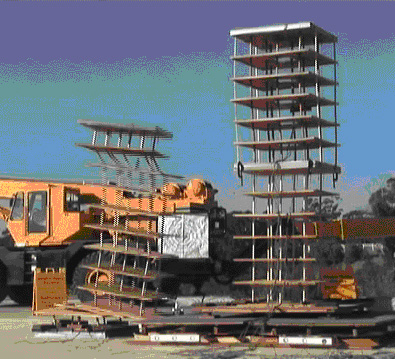
Essai d'un modèle classique de bâtiment (gauche) et d'un modèle à isolement bas (droite).

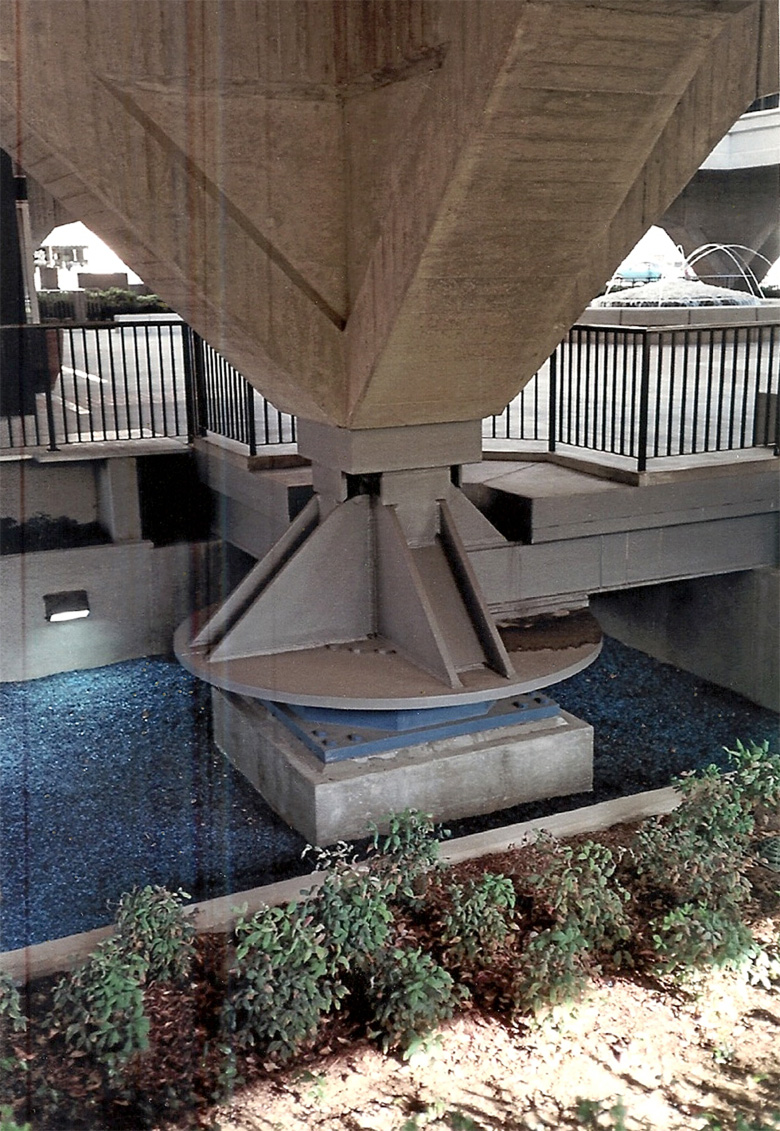
Fondation antisismique découplée par isolement bas : appui sur galets caoutchouc en tête de fondation, Municipal Office Building, ville de Glendale, CA

Les normes de construction parasismique sont un ensemble de règles de conception et de construction à appliquer aux bâtiments pour qu'ils résistent le mieux possible à un séisme.
Pour la zone euro, les Eurocodes (de 1 à 9) sont devenus incontournables pour le calcul de structure (béton, métal, bois...) mais le plus important de tous pour le parasismique est l'Eurocode 8 qui résume pour les différentes zones de sismicité les différentes mesures à appliquer. Ce dernier n'est en aucun cas des règles forfaitaires comme le PS-MI, il s'appuie sur l'ancien PS-92 et les nouveaux Eurocodes.
La nature du site est importante (classe de sol sismique de A à E) : la présence de sédiments lâches peut amplifier localement les ondes sismiques. Ces dernières permettent de définir un coefficient d'accélération des sols qui permet par la suite de calculer par modélisation les déplacements des bâtiments.

## Mode de calcul de la propagation des ondes sismiques
Avant les années 1960, les structures étaient parfois calculées simplement en ajoutant un effort horizontal statique. Cela ignorait totalement les phénomènes de résonance liés au contenu fréquentiel des mouvements du sol et aux modes propres de vibration des structures.
Classiquement, les bâtiments sont considérés comme des oscillateurs multiples : plusieurs masses reliées entre elles et au sol par des ressorts et des amortisseurs, modélisés par des barres ou par éléments finis.
Dans l'espace, un nœud possède six degrés de liberté ; certaines modélisations réduisent ce nombre.
En restant dans le domaine élastique et linéaire, la relation entre le vecteur des forces et celui des déplacements fait intervenir une matrice de rigidité constante dans le temps.
Dans ce domaine, on dispose de deux grandes méthodes de calcul, basées sur le principe de la décomposition modale :
- la première a recours à un accélérogramme et permet de calculer à chaque instant le déplacement des nœuds et d'en tirer les efforts dans la structure (analyse dynamique) ;
- la seconde fait usage des spectres de réponse : elle calcule les réponses maximales pour chaque mode propre pris séparément et elle les combine pour trouver les efforts maximaux (méthode du spectre de réponse).

## Le problème du bâti ancien
Il regroupe une grande partie des enjeux car le parc immobilier se renouvelant au rythme de 1 % environ par an, il faudrait environ un siècle pour mettre aux normes tous les bâtiments sans conforter le bâti ancien. Parfois, on peut associer à ces opérations des opérations d'isolation, insonorisation et économies d'énergie qui en diminuent le coût global.
Sur un plan purement technique, la grande difficulté consiste à disposer de données fiables sur la constitution de l'existant, en termes de rigidité et de résistance. Cette connaissance est en effet nécessaire pour évaluer les capacités initiales du bâtiment et, ensuite, pouvoir faire le choix d'un confortement adapté. L'Eurocode 8-3 traite de ces points sur un plan assez qualitatif et donne quelques outils de calcul. Mais l'Ingénieur reste tout de même assez démuni lorsque les données existantes sont maigres ou par trop incertaines.

## À travers le monde...

### Au Japon

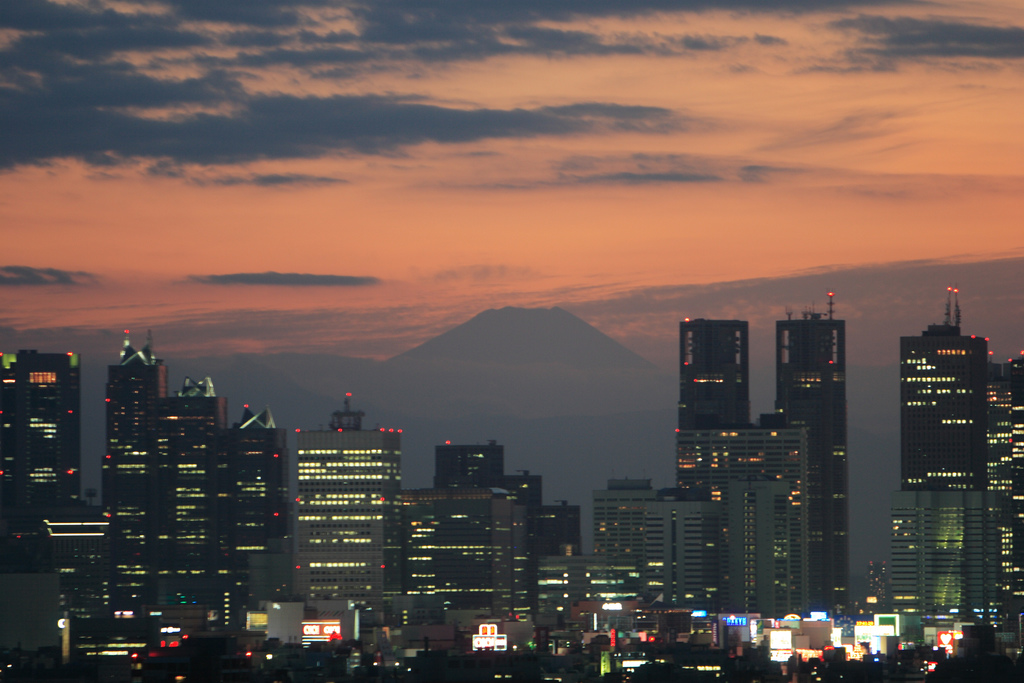
Tokyo qui n'a que peu souffert du violent séisme de 2011 est entièrement bâtie selon des normes parasismiques strictes et de toute évidence efficaces

Du fait de sa situation géographique, le Japon est incontestablement le pays le plus à la pointe sur la question du génie parasismique. Conscients depuis longtemps des risques, les Japonais ont depuis des millénaires élaboré des normes de constructions parasismiques (que l'on peut retrouver dans les anciens sanctuaires shinto). Les techniques modernes furent ensuite mises au point et introduites après le séisme de 1923 de Kantō. Cependant, le séisme de Kōbe en 1995 appela les ingénieurs à davantage accentuer les progrès effectués dans ce domaine. C'est ainsi qu'au fil du temps les constructions japonaises sont devenues les plus sûres au monde.
Lors du séisme du 11 mars 2011 dans la région du Tōhoku, le génie parasismique japonais fait ses preuves : aucun bâtiment ne s'effondre alors même que la magnitude est de 9 sur l'Échelle de magnitude du moment. Certes des ponts sont tombés, des routes se sont ouvertes en deux, des incendies se sont propagés et les intérieurs ont été saccagés par la violence du séisme, mais tous les bâtiments restèrent debout, tel le roseau qui plie mais ne rompt pas car même les plus hauts buildings qui tanguèrent longuement (justement dû à la norme d'isolement bas), ou encore la Tokyo Sky Tree d'une hauteur de 634 mètres, ne subirent aucun dommage.
Les risques sismiques sont tels au Japon qu'outre la conception des bâtiments, leur aménagement est aussi entièrement pensé pour résister aux séismes (pas d'armoire ou de cadre dans une chambre à coucher, etc.). Par ailleurs, les moyens de locomotion sont eux aussi conçus pour éviter tout désastre, comme le shinkansen (train à grande vitesse japonais) qui dès les moindres secousses ressenties sur les rails arrête automatiquement ses moteurs. À titre d'exemple, lors du séisme du 11 mars 2011, aucun des shinkansen en service à 300 km/h n'a déraillé.

### En Europe
L'Eurocode 8 est consacré à la « Conception et dimensionnement des structures pour leur résistance aux séismes », et est thématiquement décliné, avec par exemple :
- « règles générales, actions sismiques et règles pour les bâtiments » (EN 1998-1)
- « évaluation et renforcement des bâtiments » (EN 1998-3)
- « silos, réservoirs et canalisations » (EN 1998-4)
- « fondations, ouvrages de soutènement et aspects géotechniques » (EN 1998-5)
- « tours, mâts et cheminées » (EN 1998-6).

Il vise à ce que les bâtiments et d'ouvrages de génie civil en zone sismique ne mettent pas en danger les vies humaines, limitent les dommages matériels, et à ce que les structures importantes pour la protection civile restent opérationnelles.

### En France
En France où une réglementation parasismique existe depuis 1969, des lois, décrets, arrêtés et circulaires forment la réglementation relative à la prévention du risque sismique. La règlementation a toujours porté sur les bâtiments neufs. Notamment mise à jour en 1982 puis en 1991, elle devrait évoluer à la suite du séisme de 2011 de la côte Pacifique du Tōhoku et avec le droit européen.
En mai 1988, M. Jacques Tanzi, ingénieur général des Ponts, a été chargé de constituer et d'animer un groupe d'étude et de proposition pour élaborer des projets de textes réglementaires, décrets et arrêtés, en application de la loi, sans traduction juridique encore en 2010.
Le sujet semble avoir été peu traité en France, sauf incomplètement, par une thèse de doctorat ayant traité ce sujet ainsi que par l'AFPS et quelques colloques franco-suisses, ou franco-italiens. Certains bâtiments peuvent être considérés comme prioritaires, dont les hôpitaux quand ils sont anciens, car ils seront très mobilisés en cas de crise sismique.
Depuis les années 1990, dans le cadre de la Décennie Internationale de la Prévention des Catastrophes Naturelles (DIPCN, promue par l'ONU), des calculs du taux annuel de dépassement d’une intensité (ou d’une accélération) ont été faits pour certains sites à risque et pour une période de retour donnée, avec le projet GSHAP (Global Seismic Hazard Assessment Program), aboutissant à des cartes informative plus fines de l'aléa sismique dans le monde.
La paléosismicité montre en France et autour de ce pays une occurrence de séismes majeurs avec un temps de retour supérieur à la période historique, mais qui pourraient être destructeurs. Le dimensionnement et/ou confortement parasismique de certaines constructions à risque (barrages, installations nucléaires…) devrait en tenir compte.
En 2001, une base de données du BRGM (www.neopal.net) sur les indices de déformations néotectoniques et de paléoséismes localisés en France métropolitaine et aux Antilles est ouverte au public. Un Comité de pilotage rassemble le BRGM, EDF, l'IRSN, le Laboratoire de Détection et de Géophysique du CEA, l’Université Pierre-et-Marie-Curie (Paris VI) et le CEREGE. La prévision, autrefois surtout déterministe, évolue en intégrant des études également probabilistes qui ont conduit à réviser la révision du zonage d'aléa (en intégrant aussi de probables rééquilibrages eustatiques liés à la fonte des glaces du pôle nord qui allègent la masse reposant sur le socle rocheux, qui tend alors à remonter. L'ANR a financé (via un appel à projets d'environ 4,2 M€) en 2005 le programme CATEL (« Catastrophes telluriques et tsunami »), puis en 2008 un programme « RiskNat ». L'institut de physique du globe de Paris est un des acteurs impliqués dans l'avancée des connaissances nécessaires à l'amélioration du génie parasismique.
En mai 2011 la réglementation évolue pour se mettre en phase avec l'Eurocode 8 qui modifiera la manière de construire (de la Conception à la mise en œuvre en passant par l'implantation, la certification), impliquant tous les professionnels du bâtiment. Tout bâtiment dont le permis de construire a été déposé à partir du 1er mai 2011 est concerné. Une période transitoire est prévue par le législateur durant laquelle l'ancienne réglementation reste active (jusqu'au 31 octobre 2012 en France, puis repoussé au 1er janvier 2014) ; les valeurs d'accélération à prendre en compte sont changées au 1er mai 2011, mais les règles parasismiques antérieures (PS92 2004) restent valables pour les constructions de catégorie II, III ou IV ayant fait l'objet d'une demande de permis de construire, d'une déclaration préalable ou d'une autorisation de début de travaux.
- une étude géotechnique devient obligatoire pour évaluer les caractéristiques du terrain en termes de possibles amplifications d'un mouvement sismique ;
- une protection est à prévoir contre les risques d'éboulements et de glissements de terrain provoqués par un séisme, en lien avec le plan de prévention des risques (PPR) sismique de la commune ;
- les bords de falaise, pieds de crête et pentes instables ne doivent pas être construits ;
- le risque de liquéfaction du sol est à prendre en compte (il implique des constructions rigides et massives alors que des bâtiments plus élancés peuvent être construits sur sols stables et durs.

4 principes de conception prévalent :
1. les formes simples et compactes sont préférables, en limitant les décrochements (en plan ou en élévation) et en fractionnant l'ouvrage en sous-ensembles homogènes par des joints parasismiques continus.
2. limiter les effets et risques de torsion, en équilibrant la distribution des masses et des raideurs (murs, poteaux, voiles...).
3. la reprise des efforts sismiques se fait par contreventement horizontal et vertical de la structure, en superposant ces contreventements et en créant des « diaphragmes rigides » à chaque niveau.

Pour les bâtiments existants à protéger (monuments, centrales nucléaires....) des essais ont été réalisés à Grenoble : un maillage de forages dans le sol, le centre se trouverait protégé des ondes sismiques[réf. nécessaire]

### En Belgique
Après le tremblement de terre de 1983, les sismologues belges ont été dotés de moyens supplémentaires pour affiner les évaluations de risque.

### En Suisse
Pour les nouvelles constructions, le dimensionnement parasismique est réglé dans les normes sur les structures porteuses SIA 260 à 267 de la société suisse des ingénieurs et architectes (SIA). La norme suisse SIA 469 (1997) préconise qu'une vérification de la sécurité sismique d'un ouvrage existant soit réalisée lors de travaux de modification, de transformation ou de remise en état significatifs, lors d'un changement d'affectation ou lorsque l'observation fait présumer une sécurité insuffisante. Lors de l'apparition des nouvelles normes de structures porteuses SIA 261 à 267 en 2003, les hypothèses sur les efforts sismiques ont été revues à la hausse à la lumière de nouvelles connaissances sur l'aléa. Le besoin d'éviter des coûts de confortement parasismique disproportionnés et de fournir des méthodes fiables d'évaluation de la sécurité parasismique des ouvrages existants s'est fait immédiatement ressentir. Un groupe de travail de la SIA, partiellement financé par l'Office fédéral de l'environnement (OFEV), publia en 2004 le cahier technique SIA 2018 « Vérification de la sécurité parasismique des bâtiments existants » qui sert dès lors de document de référence pour l'appréciation de la sécurité parasismique de bâtiments existants ainsi que pour l'évaluation de la proportionnalité d'éventuelles mesures de confortement. En 2017, le cahier technique SIA 2018 a été remplacé par la norme SIA 269/8 "Maintien des structures porteuses - Séismes". Cette nouvelle norme conserve les principes de base du cahier technique SIA 2018, mais a un champ d'application qui s'étend à toutes les structures porteuses. Elle introduit également de nouvelles méthodes pour quantifier la réduction du risque par la mise en place de mesures d'amélioration de la sécurité sismique.